# Лотикин хотел
Лотикин хотел (Хотел – ZUR BRUCKE) је историјска грађевина и једно од значаних мјеста дешавања радње у Андрићевом роману На Дрини ћуприја. Мјештани су га знали као Лотикин хотел.

## Историјат
Зграда хотела, која и данас постоји, зидана је 1891. године, уписана у катастарске књиге 1905. године, а власник је била Трговачка фирма из Сарајева. Послиједњи власник прије продаје зграде био је Фрањо Челина. Нови власници 1907. године постају Абрахам Цилер и Лотика Целермајер. Није било лако водити хотел и носити се са проблемима касабалија. Лотика је брзо схватила навике и психологију људи уског и скученог видокруга. Свој начин пословања прилагодила је овдашњим условима и само са једним циљем – остварити зараду. И у томе је успјела – зарадила је много и стекла читав иметак. Умор и слом дошли су у исто вријеме када и друштвене промјене. Дошла су „нова времена, нове идеје и нов начин живота“. Било је то вријеме „анексионе кризе“ када почиње урушавање свих пређашњих вриједности које су довеле до просперитета. Хотел је слабо радио, гомилали су се дугови и обавезе. „Бестидни простак Тердик“ отворио је срамну кућу и привукао све њене госте. Ударци су се низали један за другим, бринула је о сестриној дјеци, оне које је помагала и од којих је највише очекивала, разочарали су је. На њу више нико није мислио.
А онда долази рат и стална гранатирања моста. Била је принуђена да са породицом пређе на лијеву обалу, у напуштену турску кућу. И први пут откако зна за себе издала је снага.
Умрла је и сахрањена је на Јеврејском гробљу на Околишту 15.2.1938. год. у 78-ој години живота. Лотикина сестра Дебора и њен муж Абрахам Цилер које Андрић, такође, помиње у роману, умрли су и сахрањени у Вишеграду. 